# GST 태그
GST tag(Glutathione S-transferase tag)에 대해 설명한다.

## 구조
GST는 Glutathione S-transferase로 약 220개 아미노산, 25kDa의 크기를 가지며 GST tag에서 표지단백질로 작용한다. GST는 GSH와 특이적인 결합을 하여 친화성 크로마토그래피로 이용하기에 적합하고 이 원리를 기본으로 특정 단백질을 정제하기 위해서 표지 단백질로 이용하여 쉽게 분리할 수 있다.

## 방법
많은 단백질들의 특이적인 결합 성질을 이용한 affinity chromatography를 이용한다. 단백질 혼합물 내에서 한 단백질을 추출할 때에 이 방법을 쓸 수 있는데, 혼합물 내에서 한 단백질을 기질이라 불리는 물질(S)에 결합시켜 분리한 후 최종적으로 기질과 단백질을 분리하여 원하는 단백질을 얻어내는 방법이다.

## 과정
먼저 GST 서열을 목표 단백질 N말단에 삽입한다. 이 서열이 발현된 것이 혼합단백질(fusion protein=GST+목표 단백질)이다. 앞서 말했듯이 GST와 GSH는 특이적이고 강한 결합력을 갖는다. 따라서 이 혼합 단백질을 분리하기 위해서 GSH가 결합되어 있는 bead를 사용하면 GSH bead와 혼합 단백질의 GST가 결합한다. 목표단백질을 제대로 분리하기 위해서는 먼저 구슬에서 혼합단백질을 분리해야한다. 구슬에 결합하고 있는 혼합단백질을 떼어내기 위해서는 자유로운 GSH(free GSH)를 넣어 경쟁적 저해제로서 작용하게 해야 한다. 즉, GST는 bead-GSH대신 free GSH와 결합하면서 떨어져나온다. 떼어낸 GSH와 혼합 단백질에 트롬빈(trombine)을 처리한다. 그러면 GSH와 GST는 결합한 상태로, 목표 단백질은 따로 분리된다. 이렇게 하면 목표 단백질만 얻을 수 있다. 다만, GST는 변성하면 GSH에 대한 결합 활성을 잃기 때문에, 정제용 완충용액에 염산 구아니딘(guanidine)이나 요소 등 강력한 변성제를 사용할 수 없다. His-tag는 GST-tag보다 작지만 다른 점은 단백질의 N말단 또는 C말단에 융합될 수 있다는 것이다.

## 장/단점

### 장점
GST는 단백질 정제 시에 불용성인 단백질의 용해성을 높인다. 단 1 회의 크로마토그래피로 순도 높은 정제를 할 수 있다.

### 단점
tagging시 양 말단 중 N-말단에 결합했을 때만 효율이 발현된다. 목표 단백질이 GST에 부착되어 본래 상태를 변경한다. 작은 tag보다 단백질 분해효소로 분해될 가능성이 높아지는 단점을 지닌다. 따라서 시료의 손실을 최소화하기 위해서는 가급적 신속하게 GST 혼합 단백질을 정제해야 한다.